# Miranda NG (szoftver)
A Miranda NG egy nyílt forráskódú multiprotokoll képességekkel rendelkező azonnali üzenetküldő kliens, ingyenes csevegőprogram, melyet Microsoft Windows platformra terveztek. A Miranda NG szabad szoftver, melyet a GNU GPL hatálya alatt terjesztenek.

## Szerkezet
A Miranda NG egy alapvető kliens szerkezetet, GUI-t és fejlett plugin rendszert biztosít. A különböző üzenetküldő szolgáltatások és fejlett képességek támogatása plugin-ek segítségével valósul meg, ezek közül néhányat alapkiépítésben is tartalmaz a Miranda; a többi megtalálható az Addons site-on. A nem használt protokollok letilthatóak.

## Képességek
- Testreszabott külső és képességek
- Akár több száz ismerős szervezése és kezelése számos üzenetküldő szolgáltatáson
  - Partnerek átnevezése
- Teljes naplózó képesség
  - Egyszerű napló adatbázis kezelés a DB Tool segítségével
- Partner részleteinek és fotójának megjelenése egér takarásában (plugin szükséges)
- Nincs agresszív reklámozás
- Kompakt és hordozható: néhány pluginnel kiegészítve akár floppy lemezen is elfér
- Biztonság, személyes szféra: a napló adatbázist lemezre képes rögzíteni
- Alacsony memóriahasználat

## Üzenetküldő szolgáltatások
A következő protokollok pluginek segítségével elérhetőek: AIM, Bonjour, Fetion, Gadu-Gadu, Inter-Asterisk eXchange, ICQ, IRC, XMPP (és a Google Talk), Lotus Sametime, MRA, NetSend, MySpace, MSN, Tencent QQ, SIP, Skype (szükséges a Skype telepítése), Tlen.pl, Xfire és Yahoo! Messenger.

## Történet

### Kezdetek
A Miranda IM fejlesztését Roland Rabien (figbug) kezdte el 2000. február 2-án. Ekkor még csak egy minimalista ICQ klón volt és Miranda ICQ-nak nevezték. Az első publikus kiadás a 0.0.1, és 2000. február 6-án adták ki. Ez a kiadás a LibICQ-t használta, nem rendelkezett naplózó képességgel, adatbázisokkal vagy pluginekkel, és kevesebb mint 100 kbyte méretű volt.
Egy újdonság volt a 0.0.4-ben a MegaHAL chat robot, amely automatikus üzenetváltást valósított meg a Miranda és más ICQ felhasználók között. A plugin képességet a 0.0.6. vezette be. A naplózó plugin volt az első, amelyet hivatalosan a szoftverhez csomagoltak.

### 0.1.x
A 0.0.6.1 kiadása után, 2000. december 26-án, az eredeti fejlesztők távoztak és Richard "cyreve" Hughes átvette a projekt fejlesztését. Az első, az ő nevével jelzett kiadás a 0.1.0.0 volt 2001. április 8-án, és a szoftver jelentős újraírását jelentette. A kettéválasztott dialógus ablak része volt annak az üzenetkezelő megoldásnak amely elsőként plugin formában került a kiadásba. Az MSN támogatása a 0.1.1.0 kiadás körül jelent meg, ezzel a Miranda által elsőként támogatott protokollok között szerepel. Ugyanakkor ez a kiadás volt az első amely támogatta a többnyelvűséget nyelvi csomagok által. A Mirandát ezen kiadás óta nevezhetjük keresztplatformos és többnyelvű üzenetküldő kliensnek.
A 0.1.0.0 verzió után elkezdődött a pluginek tömeges fejlesztése. A 0.1.2.1 (2002. február 28.) idejében már körülbelül 50 plugin volt elérhető. Ugyanekkor az úgynevezett Lizard plugin megteremtette az úgynevezett skin-ek használatának lehetőségét; bár a plugin fejlesztése hamarosan megszűnt.

### 0.2.x
cyreve titokzatos eltűnése után, 2002 júniusában, Martin Öberg (Strickz), Robert Rainwater (rainwater), Sam K (egoDust), és Lyon Lim (lynlimz) átvette a projektet. Az MSN támogatásáért felelős plugint Rako Shizuka vette át, aki a Yahoo! protokoll első implementációját is elkészítette, ezzel a Yahoo! lett a harmadik protokoll melyet a Miranda támogat. A Yahoo! plugin zárt forráskódú volt és nehézkesen követte a protokoll időről időre történő változását - később Gennady Feldman újratervezte és kódolta azt.
Az első, nem közvetlenül az üzenetküldéshez kapcsolódó plugin az RSS hírek és az Időjárás volt, amelyet ekkortájt adtak ki. Ez a plugin hozzáadott a partnerlistához egy speciális elemet amely ezen információk közlésére volt használható.
Az egyeztetések az ICQ kiemeléséről és pluginként való beillesztéséről illetve az átnevezésről ez idő tájt kezdődtek. Ennek oka az volt hogy a Miranda ekkorra már nem csak az ICQ-t támogatta hanem számos más szolgáltatást is, így nem volt logikus az ICQ megnevezés. Végül 2002. december 17-én a Miranda felvette a mai napig használt Mirada IM nevet.

### 0.3.x
Ez meg is történt a 0.3 kiadásával, 2003. június 23-án. Azóta a Miranda képes az ICQ képesség eltávolításával is futni. Emellett a projekt elköltözött a ma is használt www.miranda-im.org címre.
Ebbe a kiadásba a következő protokollok kerültek be: ICQ, MSN, AIM, és XMPP. A Yahoo! nem tartozott ezek közé. Az IRC támogatást később Jörgen Persson (m8rix) adta hozzá a szoftver 0.3.1 verziójához, 2003. augusztus 8-án.
Egy másik nagy változás a fájlok küldéséért és fogadásáért felelős képesség pluginek közé emelése volt. A neve SRMM lett. Ez lecsökkentette a szoftver méretét és bonyolultságát és segítette az üzenetküldéssel kapcsolatos fejlesztéseket. Ekkortájt az SRMM sok variációja létezett (többek között SRAMM, SRMM_mod, stb.), amelyek különféle extra képességeket tartalmaztak az SRMM alapértelmezett implementációjához képest.

### 0.4.x

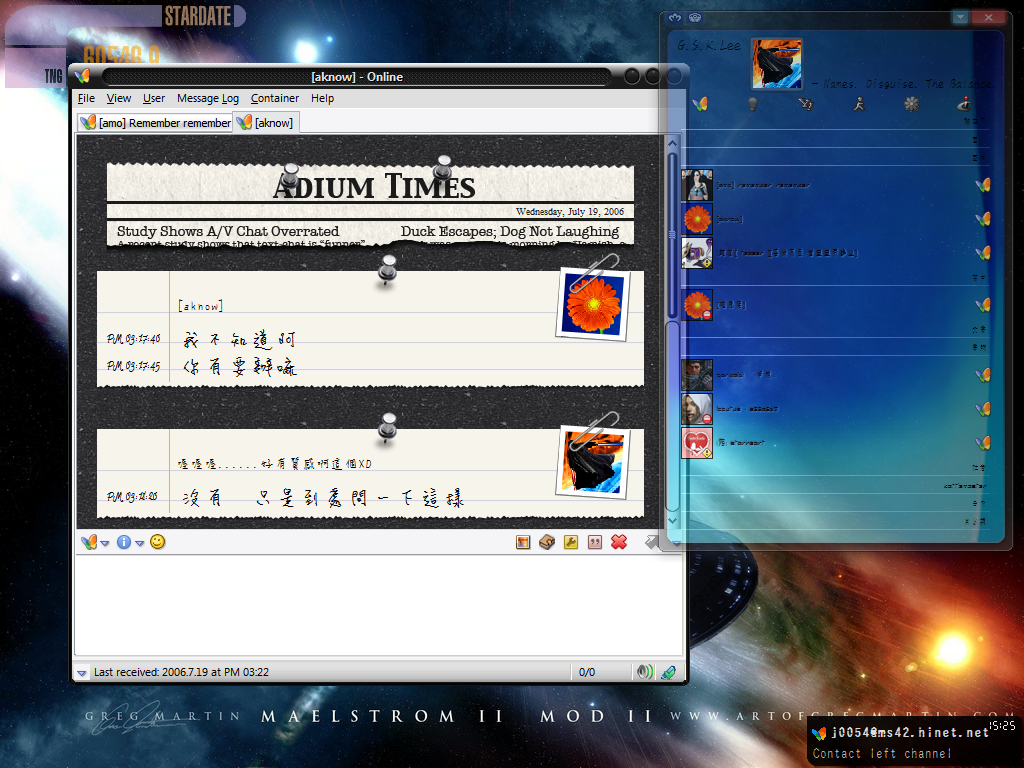
Miranda IM, pluginek és skinek által testreszabva.

A 0.4-es változatot 2005. április 7-én adták ki. Ez volt az első változat amelyik gyárilag tartalmazta a Yahoo! támogatást. Másik fontos változás a partnerlista és az adatbázis kezelő kiemelése a pluginek közé. Ennek eredményeképpen, 4-féle partnerlista kezelő készült el: az eredeti clist_classic, több ablakos kezelést biztosító clist_mw, modern kinézetű clist_modern, és egy még szebb megoldás sokféle testreszabási képességgel: clist_nicer. Más népszerű pluginek is megjelentek ez idő tájt, például a füles beszélgetéseket támogatása (tabsrmm és scriver), HTML alapú naplózás: IE view, scriptek támogatása: mbot.

### 0.5.x
Ezt a változatot 2006 július 28-án adták ki. Ez volt az első Unicode támogatással rendelkező változat a Windows NT rendszerek alatt. Más újdonság volt az AIM és az OSCAR szolgáltatások támogatása. Ez a verzió javított avatar támogatást adott különböző szolgáltatásokhoz.

### 0.6.x

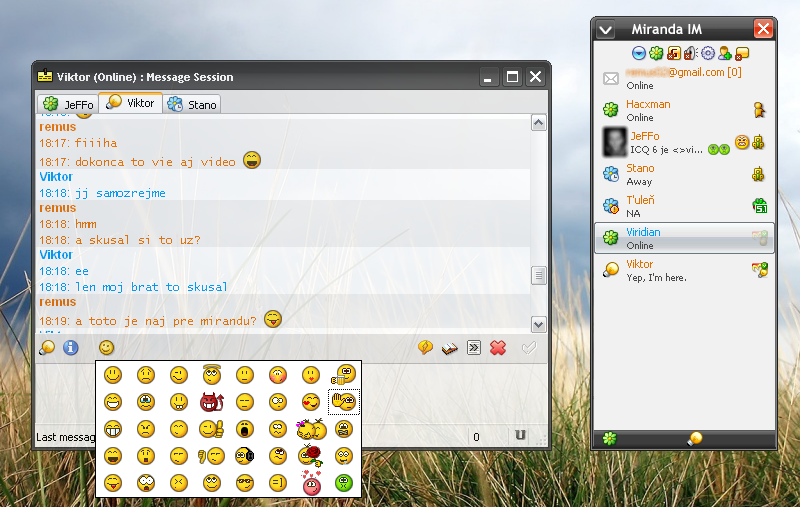
Testreszabott Miranda IM 0.6.8 - pluginek (Modern partnerlista, SmileyAdd, Scriver...), skin (WIP Zune), ikonok, színek, stb...

2006. december 29. Ez a változat bemutatta az UPnP támogatást, amely megkönnyítette a router-ekkel rendelkező felhasználók fájlküldését. Más újdonság az UTF-8 karakterláncok fejlett támogatása, fejlett üzenetablak-fülek támogatása, és rengeteg hibajavítás.

### 0.7.x
2007. október 1. Fő újdonságok a font- és ikontámogatás terén, a menürendszerben, és a kiadásfigyelmeztetőben érhető tetten. Sokat tettek a különféle pluginek közötti kompatibilitás javítása érdekében.

### 0.8.x
2009. június 17. Új fiókkezelő, beépített SSL támogatás, rengeteg kisebb fejlesztés mindenfelé.

## Tervek a jövőre
- Új értesítő plugin szerkezet
- Fejlett Windows Vista / 7 támogatás
- Új plugin be/ki töltő
- Konzol visszatérése
- Felhasználóbarátság növelése[12]
- Nincsenek tervek a Linux támogatására,[13] bár a Windows változat jól működik a Wine segítségével.[14]